# August Kern

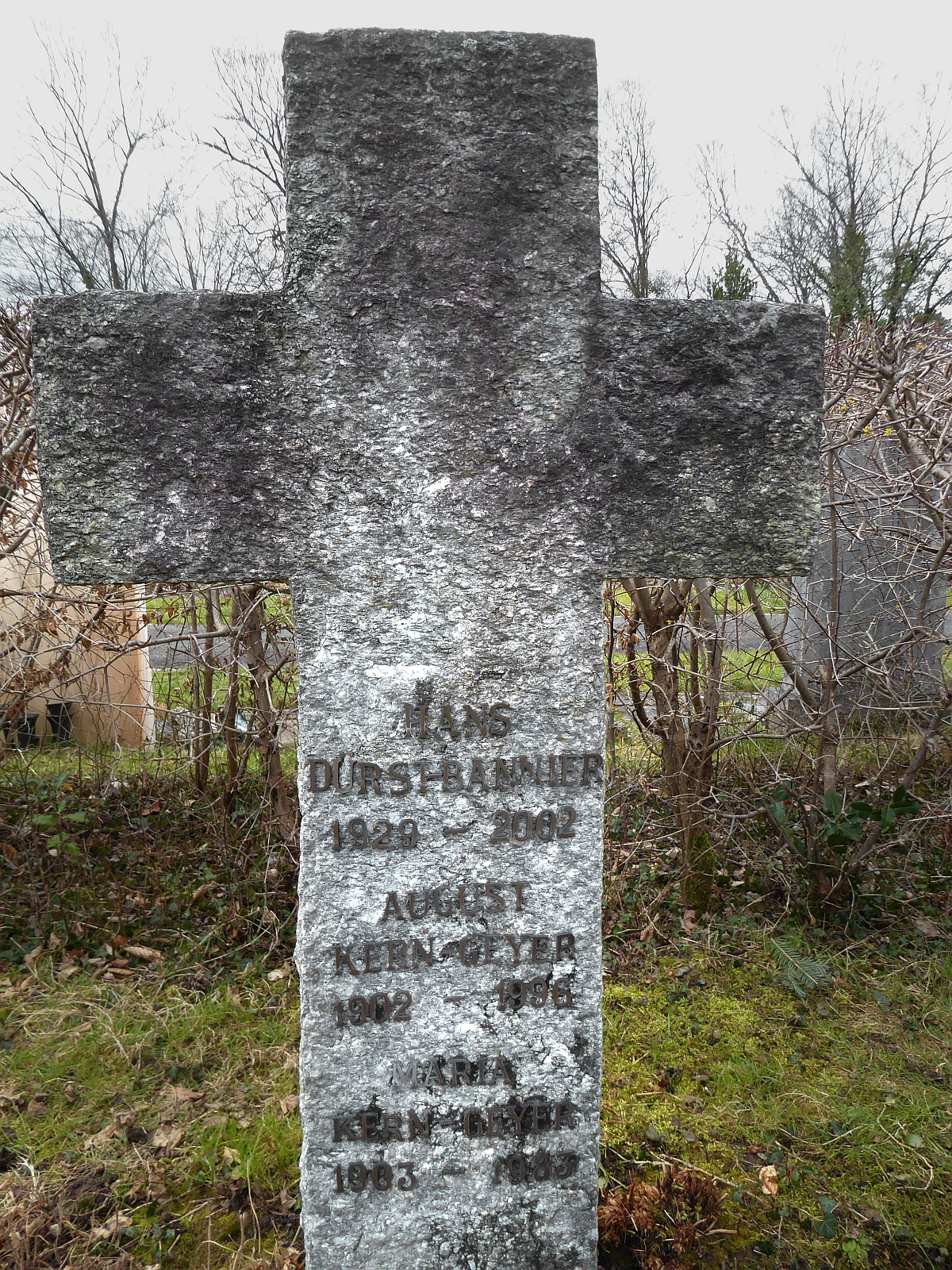
Grab auf dem Friedhof am Hörnli, Riehen, Basel-Stadt

August Kern (* 2. März 1902 in Laufen; † 15. Januar 1996 in Basel) war ein Schweizer Regisseur, Produzent, Drehbuchautor, Kameramann, Filmverleiher und Chemiker. Am erfolgreichsten waren seine wissenschaftlich-didaktischen Dokumentarfilme. Kern gehört zu den Pionieren der frühen Tonfilmzeit in der Schweiz. Sein filmischer Nachlass befindet sich im Schweizer Filmarchiv.

## Leben
Seine Eltern waren der Wirt und Förster August Gustav Kern und Pauline Josephine, geborene Burger. Nach der Matura am Realgymnasium Bern studierte Kern Chemie am Technikum Burgdorf.
Seine ersten filmischen Erfahrungen sammelte er schon 1919 im Komitee Pro Vorarlberg. Im Anschluss an das Studium folgte ein Volontariat bei der noch jungen Eagle Film Enterprise seines späteren Schwagers Milton Ray Hartmann (1898–1977), deren Produktion zum Grossteil an den erfahrenen amerikanischen Filmproduzenten und -verleiher Charles Urban verkauft wurde. 1921 gründete Kern mit Hartmann in Bern das Schweizerische Schul- und Volkskino (SSVK, frz. Cinéma scolaire et populaire suisse), um die Bevölkerung an das Medium Film heranzuführen. Auf Grund des Profils und Niveaus der Filme, die heute vielleicht als Dokutainment klassifiziert werden würden, gab es auch Kritik an diesem Filmverleih. Bis 1932 war Kern hierbei in diversen Funktionen tätig (u. a. ab 1925 Leiter der Filmproduktion). Der Grossteil der etwa 50 Produktionen wurde bei einem Brand zerstört.
1922–23 war er Delegierter des SRK in Südrussland. Daraus entstand 1923 der ein Jahr später preisgekrönte Film Die Geheimnisse der Kalmückensteppe. Aus dem Leben der Tataren und Kalmücken – der erste ethnographische Schweizer Film. 1929 heiratete er seine erste Frau, Maria Steinegger, die nach fünf Jahren Ehe bei Dreharbeiten tödlich verunglückte. Im Rahmen der Gründung der Genossenschaft Filmdienst Bern (GEFI) im Jahre 1931, die staatlich finanzierte Spielfilme produzierte, übernahm Kern als Sekretär die Geschäftsleitung.
Mit dem Hochgebirgsdrama Goldfieber, das eher unter den Titeln Der Goldene Gletscher / Die Herrgottsgrenadiere bekannt wurde, produzierte Kern 1932 den ersten Schweizer Ton-Bergfilm. Thematisch lehnt er sich an die frühen Western-Filme an – noch vor dem epochalen Sutter's Gold von James Cruze und dessen diversen Adaptionen. Anfang der 1930er Jahre kam es zu einer fruchtbaren Zusammenarbeit mit dem jungen deutschen Regisseur Anton Kutter von der gerade in Konkurs gegangenen Emelka. Für diese Filme holte Kern sich nicht nur Gustav Diessl als Hauptdarsteller, sondern auch den Komponisten Peter Kreuder für die Filmmusik.  In Folge eines Lawinenunglücks, bei dem nicht nur seine Frau starb, wurden die Dreharbeiten zu Die weissen Teufel 1935 abgebrochen. 1937/38, aber auch noch lange nach dem Ende des Zweiten Weltkrieges, schuf er eine Reihe von Filmen für die Schweizerische Verkehrszentrale.
1938 beendete Kern seine Zusammenarbeit mit der Bavaria Film AG in München wegen der nationalsozialistischen Beeinflussung aus Berlin und wandte sich ganz der Heimat zu. Der Stoff um Gilberte Montavon, den Bolo Maeglin als Volksstück auf die Bühne gebracht hatte, ergab ein geeignetes Drehbuch im Sinne der Geistigen Landesverteidigung; ’s Margritli und d’ Soldate lief parallel zu Franz Schnyders Gilberte de Courgenay – beide wurden trotz ihres nicht gerade hohen künstlerischen Anspruchs zu Publikumsrennern. Wegen Kerns früheren Kontakten nach Nazideutschland gab es nicht nur einen Spionageverdacht gegen ihn, sondern auch eine zwangsweise Zusammenarbeit mit dem Schweizer Verteidigungsministerium sowie ein Ausfuhrverbot für den Film Wenn der Kuckuck ruft. 1945 ging Kern eine zweite Ehe mit Maria Greyer ein.
1948 wurde die Kern-Film AG in Basel gegründet, deren Geschäftsführer er bis 1977 blieb. Einer der ersten Kameramänner der Produktionsfirma war Andreas Demmer. 1951 initiierte August Kern mit dem Direktor von Radio Basel den ersten Schweizer Fernsehsender mit privatwirtschaftlicher Beteiligung. Mit dem Schweizer Primatologen und Verhaltensforscher Hans Kummer (1930–2013) drehte Kern 1964 einen Film über Paviane.
Nach seinem Tod am 15. Januar 1996 erschien ein Nachruf in der Neuen Zürcher Zeitung.

## Werke (Auswahl)
- 1923: Die Geheimnisse der Kalmückensteppe (frz. Les mystères de la steppe kalmouk. La vie des Tartars et des Kalmouks / Les peuples des steppes russes); Kamera und Regie
- 1932: Goldfieber / Der Goldene Gletscher / Die Herrgottsgrenadiere (Grenadiers du bon dieu); Drehbuch und Produktion
- 1933/34: Die weisse Majestät (Un de la montagne, mit Hertha Thiele und Rolf Pinegger); Produktion und Regie
- 1934/35: Die weissen Teufel (Les diables blancs, mit Olga Tschechowa und Armin Schweizer); Drehbuch und Regie[9]
- 1935: Zyt ischt Gält (Werbefilm, mit Heinrich Gretler); Regie
- 1938: Alpenföhn; Produktion (mit Walter Leckebusch) und Regie[10]
- 1940/41:  ’s Margritli und d’ Soldate – Ernstes und Heiteres aus der Grenzbesetzung (Marguerite et les soldats, mit Robert Trösch und Gilberte de Courgenay); Regie
- 1941: Wenn der Kuckuck ruft (Al canto del cucù, mit Ettore Cella); Produktion und Regie
- 1958: St. Gotthard. Mittler zwischen Nord und Süd (Le Saint-Gothard. Train d'union entre le Nord et le Sud); Produktion und Regie
  - Die Apfeluhr (La merveilleuse Horloge du Roi Pomme); Produktion und Regie
- 1962: Ferien nach Mass! (Vacances sur mesure! / Vacanze su misura! / Vacaciones a la medida! / Away From It All!); Produktion und Regie
- 1966: Geheimnis Leben. Werden – Wachsen – Weitergeben / Wunder der Fortpflanzung (Le secret de la vie); Produktion und Regie
- 1974: Leben aus dem Baum / Obst; Regie

## Auszeichnungen
1924 wurde Die Geheimnisse der Kalmückensteppe in Berlin mit einem internationalen Filmpreis ausgezeichnet. Der Film Geheimnis Leben von 1966 wurde sogar mehrfach ausgezeichnet. 1988 erhielt Kern den Basellandschaftlichen Filmpreis sowie den Kunstpreis der Stadt Basel.
Die Milton-Ray-Hartmann-Stiftung produzierte ein filmisches Porträt über August Kern.

## Schriften
- Zum schweizerischen Dokumentarfilm. In: Kunstgewerbemuseum Zürich (Hrsg.): Der Film. Geschichte, Technik, Gestaltungsmittel, Bedeutung. Katalog zur gleichnamigen Ausstellung. Zürich, 1960 (S. 176–179)